# بلال واعلى
بلال واعلى (15 مايو 1987 بالمسيلة في الجزائر - ) هو مدرب كرة قدم ولاعب كرة قدم جزائري في مركز الهجوم. لعب مع شبيبة بجاية ونادي بارادو ونادي مولودية الجزائر.

## روابط خارجية
- بلال واعلى على موقع قاعدة بيانات كرة القدم.إي يو (الإنجليزية)